# Spelartrupper under världsmästerskapet i fotboll 1954
Världsmästerskapet i fotboll 1954: Spelartrupper

## Grupp A

### Brasilien
Förbundskapten: Zezé Moreira
| Nr | Pos. | Namn          | Födelsedatum (ålder) | Matcher | Mål |           | Klubb         |
| -- | ---- | ------------- | -------------------- | ------- | --- | --------- | ------------- |
| 1  | MV   | Castilho      | 27 november 1927     | 13      |     | Brasilien | Fluminense    |
| 2  | F    | Djalma Santos | 27 februari 1929     | 14      |     | Brasilien | Portuguesa    |
| 3  | F    | Nílton Santos | 16 maj 1927          | 18      |     | Brasilien | Botafogo      |
| 4  | F    | Brandãozinho  | 9 juni 1925          | 12      |     | Brasilien | Portuguesa    |
| 5  | MF   | Pinheiro      | 13 januari 1932      | 13      |     | Brasilien | Fluminense    |
| 6  | MF   | Bauer         | 21 november 1925     | 21      |     | Brasilien | São Paulo     |
| 7  | A    | Julinho       | 29 juli 1929         | 13      |     | Brasilien | Portuguesa    |
| 8  | MF   | Didí          | 8 oktober 1929       | 13      |     | Brasilien | Fluminense    |
| 9  | A    | Baltazar      | 14 januari 1926      | 19      |     | Brasilien | Corinthians   |
| 10 | A    | Pinga         | 11 februari 1924     | 14      |     | Brasilien | Vasco da Gama |
| 11 | A    | Rodrigues     | 27 juni 1925         | 14      |     | Brasilien | Palmeiras     |
| 12 | F    | Paulinho      | 15 april 1932        |         |     | Brasilien | Vasco da Gama |
| 13 | F    | Alfredo       | 27 oktober 1924      |         |     | Brasilien | São Paulo     |
| 14 | MF   | Ely           | 14 maj 1921          | 15      |     | Brasilien | Vasco da Gama |
| 15 | F    | Mauro         | 30 augusti 1930      | 4       |     | Brasilien | São Paulo     |
| 16 | MF   | Dequinha      | 19 mars 1928         | 7       |     | Brasilien | Flamengo      |
| 17 | A    | Maurinho      | 6 juni 1933          | 0       |     | Brasilien | São Paulo     |
| 18 | A    | Humberto      | 4 februari 1934      | 3       |     | Brasilien | Palmeiras     |
| 19 | A    | Índio         | 1 mars 1931          | 0       |     | Brasilien | Flamengo      |
| 20 | A    | Rubens        | 4 november 1928      | 1       |     | Brasilien | Flamengo      |
| 21 | MV   | Veludo        | 7 augusti 1930       | 3       |     | Brasilien | Fluminense    |
| 22 | MV   | Cabeção       | 23 augusti 1930      | 0       |     | Brasilien | Corinthians   |

### Jugoslavien
Förbundskapten: Aleksandar Tirnanić
| Nr | Pos. | Namn                 | Födelsedatum (ålder) | Matcher | Mål |                                                 | Klubb                 |
| -- | ---- | -------------------- | -------------------- | ------- | --- | ----------------------------------------------- | --------------------- |
| 1  | MV   | Vladimir Beara       | 2 november 1928      | 25      |     | Socialistiska federativa republiken Jugoslavien | Hajduk Split          |
| 2  | F    | Branko Stanković     | 31 oktober 1921      | 50      |     | Socialistiska federativa republiken Jugoslavien | Crvena Zvezda Belgrad |
| 3  | F    | Tomislav Crnković    | 17 juni 1929         | 17      |     | Socialistiska federativa republiken Jugoslavien | Dinamo Zagreb         |
| 4  | MF   | Zlatko Čajkovski     | 24 januari 1923      | 51      |     | Socialistiska federativa republiken Jugoslavien | Partizan Belgrad      |
| 5  | F    | Ivan Horvat          | 16 juli 1926         | 43      |     | Socialistiska federativa republiken Jugoslavien | Dinamo Zagreb         |
| 6  | F    | Vujadin Boškov       | 16 maj 1931          | 22      |     | Socialistiska federativa republiken Jugoslavien | Vojvodina Novi Sad    |
| 7  | A    | Tihomir Ognjanov     | 2 mars 1927          | 22      |     | Socialistiska federativa republiken Jugoslavien | Crvena Zvezda Belgrad |
| 8  | A    | Rajko Mitić          | 19 november 1922     | 47      |     | Socialistiska federativa republiken Jugoslavien | Crvena Zvezda Belgrad |
| 9  | A    | Bernard Vukas        | 1 maj 1927           | 35      |     | Socialistiska federativa republiken Jugoslavien | Hajduk Split          |
| 10 | MF   | Stjepan Bobek        | 3 december 1923      | 53      |     | Socialistiska federativa republiken Jugoslavien | Partizan Belgrad      |
| 11 | A    | Branko Zebec         | 17 maj 1929          | 22      |     | Socialistiska federativa republiken Jugoslavien | Partizan Belgrad      |
| 12 | MV   | Branko Kralj         | 10 mars 1924         | 0       |     | Socialistiska federativa republiken Jugoslavien | Dinamo Zagreb         |
| 13 | F    | Miljan Zeković       | 15 november 1925     | 3       |     | Socialistiska federativa republiken Jugoslavien | Crvena Zvezda Belgrad |
| 14 | MF   | Lev Mantula          | 8 december 1928      | 0       |     | Socialistiska federativa republiken Jugoslavien | Dinamo Zagreb         |
| 15 | MF   | Ljubiša Spajić       | 7 mars 1926          | 6       |     | Socialistiska federativa republiken Jugoslavien | Crvena Zvezda Belgrad |
| 16 | F    | Sima Milovanov       | 10 april 1923        | 4       |     | Socialistiska federativa republiken Jugoslavien | Vojvodina Novi Sad    |
| 17 | F    | Bruno Belin          | 16 januari 1929      | 3       |     | Socialistiska federativa republiken Jugoslavien | Partizan Belgrad      |
| 18 | A    | Miloš Milutinović    | 5 februari 1933      | 8       |     | Socialistiska federativa republiken Jugoslavien | Partizan Belgrad      |
| 19 | MF   | Zlatko Papec         | 17 januari 1934      | 1       |     | Socialistiska federativa republiken Jugoslavien | Hajduk Split          |
| 20 | A    | Dionizije Dvornić    | 27 april 1926        | 3       |     | Socialistiska federativa republiken Jugoslavien | Dinamo Zagreb         |
| 21 | A    | Todor Veselinović    | 22 oktober 1930      | 2       |     | Socialistiska federativa republiken Jugoslavien | Vojvodina Novi Sad    |
| 22 | A    | Aleksandar Petaković | 6 augusti 1932       | 0       |     | Socialistiska federativa republiken Jugoslavien | Radnički Belgrad      |

### Frankrike
Förbundskapten: Pierre Pibarot
| Nr | Pos. | Namn                 | Födelsedatum (ålder) | Matcher | Mål |           | Klubb          |
| -- | ---- | -------------------- | -------------------- | ------- | --- | --------- | -------------- |
| 1  | MV   | François Remetter    | 8 augusti 1928       | 4       |     | Frankrike | FC Metz        |
| 2  | MV   | César Ruminski       | 14 juni 1924         | 7       |     | Frankrike | Lille          |
| 3  | MV   | Claude Abbes         | 24 maj 1927          | 0       |     | Frankrike | Saint-Étienne  |
| 4  | F    | Lazare Gianessi      | 9 november 1925      | 12      |     | Frankrike | Monaco         |
| 5  | F    | Jacques Grimonpon    | 30 juli 1925         | 0       |     | Frankrike | Bordeaux       |
| 6  | F    | Raymond Kaelbel      | 31 januari 1932      | 0       |     | Frankrike | Strasbourg     |
| 7  | F    | Roger Marche         | 5 mars 1924          | 37      |     | Frankrike | Stade de Reims |
| 8  | MF   | Guillaume Bieganski  | 3 november 1932      | 1       |     | Frankrike | Lille          |
| 9  | MF   | Antoine Cuissard     | 19 juli 1924         | 27      |     | Frankrike | Nice           |
| 10 | MF   | Robert Jonquet       | 3 maj 1925           | 26      |     | Frankrike | Stade de Reims |
| 11 | MF   | Xercès Louis         | 31 oktober 1926      | 0       |     | Frankrike | Lens           |
| 12 | MF   | Jean-Jacques Marcel  | 13 juni 1931         | 8       |     | Frankrike | Sochaux        |
| 13 | A    | Abderrahmane Mahjoub | 25 april 1929        | 2       |     | Frankrike | Nice           |
| 14 | F    | Armand Penverne      | 26 november 1926     | 11      |     | Frankrike | Stade de Reims |
| 15 | MF   | Abdelaziz Ben Tifour | 25 juli 1927         | 1       |     | Frankrike | Troyes         |
| 16 | A    | René Dereuddre       | 26 juni 1930         | 1       |     | Frankrike | Toulouse       |
| 17 | A    | Léon Glovacki        | 19 februari 1928     | 3       |     | Frankrike | Stade de Reims |
| 18 | A    | Raymond Kopa         | 13 oktober 1931      | 13      |     | Frankrike | Stade de Reims |
| 19 | MF   | Michel Leblond       | 10 maj 1932          | 1       |     | Frankrike | Stade de Reims |
| 20 | A    | Ernest Schultz       | 29 januari 1931      | 0       |     | Frankrike | Lyon           |
| 21 | A    | André Strappe        | 23 februari 1928     | 23      |     | Frankrike | Lille          |
| 22 | A    | Jean Vincent         | 29 november 1930     | 2       |     | Frankrike | Lille          |

### Mexiko
Förbundskapten:  Antonio López Herranz
| Nr | Pos. | Namn               | Födelsedatum (ålder) | Matcher | Mål |        | Klubb                |
| -- | ---- | ------------------ | -------------------- | ------- | --- | ------ | -------------------- |
| 1  | MV   | Antonio Carbajal   | 7 juni 1929          | 11      |     | Mexiko | FC León              |
| 2  | F    | Narciso López      | 18 augusti 1928      | 3       |     | Mexiko | CD Oro               |
| 3  | MF   | Jorge Romo         | 20 april 1934        | 5       |     | Mexiko | Club Deportivo Marte |
| 4  | F    | Saturnino Martínez | 1 januari 1928       | 6       |     | Mexiko | Necaxa               |
| 5  | F    | Raúl Cárdenas      | 30 oktober 1928      | 4       |     | Mexiko | Puebla               |
| 6  | MF   | Rafael Avalos      | 6 januari 1926       | 3       |     | Mexiko | Atlante              |
| 7  | A    | Alfredo Torres     | 31 maj 1931          | 3       |     | Mexiko | Atlas                |
| 8  | A    | José Naranjo       | 19 mars 1926         | 12      |     | Mexiko | CD Oro               |
| 9  | A    | José Luis Lamadrid | 3 juli 1930          | 5       |     | Mexiko | Necaxa               |
| 10 | A    | Tomás Balcázar     | 21 december 1931     | 9       |     | Mexiko | CD Guadalajara       |
| 11 | A    | Raúl Arellano      | 28 februari 1935     | 0       |     | Mexiko | CD Guadalajara       |
| 12 | MV   | Salvador Mota      | 30 november 1922     | 0       |     | Mexiko | Atlante              |
| 13 | F    | Sergio Bravo       | 27 november 1927     | 6       |     | Mexiko | FC León              |
| 14 | MF   | Juan Gómez         | 26 juni 1924         | 0       |     | Mexiko | Atlas                |
| 15 | A    | Carlos Blanco      | 5 mars 1928          | 4       |     | Mexiko | Necaxa               |
| 16 | MF   | Pedro Nájera       | 3 februari 1929      | 0       |     | Mexiko | Club América         |
| 17 | A    | Carlos Septién     | 18 januari 1923      | 11      |     | Mexiko | CD Tampico           |
| 18 | A    | Carlos Carus       | 6 oktober 1930       | 0       |     | Mexiko | Club Toluca          |
| 19 | A    | Moises Jinich      |                      | 1       |     | Mexiko | Atlante              |
| 20 | A    | José Antonio Roca  | 24 maj 1928          | 7       |     | Mexiko | Zacatepec F.C.       |
| 21 | MF   | Mario Ochoa        | 7 november 1927      | 5       |     | Mexiko | Club Deportivo Marte |
| 22 | A    | Ranulfo Cortés     |                      | 0       |     | Mexiko | CD Oro               |

## Grupp B

### Ungern
Förbundskapten: Gusztáv Sebes
| Nr | Pos. | Namn             | Födelsedatum (ålder) | Matcher | Mål |        | Klubb                 |
| -- | ---- | ---------------- | -------------------- | ------- | --- | ------ | --------------------- |
| 1  | MV   | Gyula Grosics    | 4 februari 1926      | 31      |     | Ungern | Budapest Honvéd       |
| 2  | F    | Jenő Buzánszky   | 4 maj 1925           | 23      |     | Ungern | Dorogi Bányász        |
| 3  | F    | Gyula Lóránt     | 6 februari 1923      | 24      |     | Ungern | Budapest Honvéd       |
| 4  | F    | Mihály Lantos    | 29 september 1928    | 30      |     | Ungern | Budapest Vörös Lobogó |
| 5  | MF   | József Bozsik    | 25 november 1925     | 48      |     | Ungern | Budapest Honvéd       |
| 6  | A    | József Zakariás  | 25 mars 1924         | 31      |     | Ungern | Budapest Vörös Lobogó |
| 7  | A    | József Tóth      | 16 maj 1929          | 2       |     | Ungern | Csepel Vasas          |
| 8  | A    | Sándor Kocsis    | 21 september 1929    | 36      |     | Ungern | Budapest Honvéd       |
| 9  | A    | Nándor Hidegkuti | 3 mars 1922          | 36      |     | Ungern | Budapest Vörös Lobogó |
| 10 | A    | Ferenc Puskás    | 2 april 1927         | 55      |     | Ungern | Budapest Honvéd       |
| 11 | A    | Zoltán Czibor    | 8 augusti 1929       | 26      |     | Ungern | Budapest Honvéd       |
| 12 | F    | Béla Kárpáti     | 30 september 1929    | 1       |     | Ungern | Győri Vasas           |
| 13 | F    | Pál Várhidi      | 6 november 1931      | 0       |     | Ungern | Budapest Dózsa        |
| 14 | MF   | Imre Kovács      | 26 november 1921     | 8       |     | Ungern | Budapest Vörös Lobogó |
| 15 | MF   | Ferenc Szojka    | 7 april 1931         | 0       |     | Ungern | Salgótarjáni          |
| 16 | MF   | László Budai     | 19 juli 1928         | 21      |     | Ungern | Budapest Honvéd       |
| 17 | A    | Ferenc Machos    | 30 juni 1932         | 0       |     | Ungern | Budapest Honvéd       |
| 18 | A    | Lajos Csordás    | 6 oktober 1932       | 7       |     | Ungern | Budapest Vasas        |
| 19 | A    | Péter Palotás    | 27 juni 1929         | 16      |     | Ungern | Budapest Vörös Lobogó |
| 20 | A    | Mihály Tóth      | 24 september 1926    | 3       |     | Ungern | Budapest Dózsa        |
| 21 | MV   | Sándor Gellér    | 12 juli 1925         | 5       |     | Ungern | Budapest Vörös Lobogó |
| 22 | MV   | Géza Gulyás      | 5 juni 1931          | 0       |     | Ungern | Budapest Kinizsi      |

### Västtyskland
Förbundskapten: Sepp Herberger
| Nr | Pos. | Namn               | Födelsedatum (ålder) | Matcher | Mål |          | Klubb               |
| -- | ---- | ------------------ | -------------------- | ------- | --- | -------- | ------------------- |
| 1  | MV   | Toni Turek         | 18 januari 1919      | 13      |     | Tyskland | Fortuna Düsseldorf  |
| 2  | F    | Fritz Laband       | 1 november 1925      | 1       |     | Tyskland | Hamburger SV        |
| 3  | F    | Werner Kohlmeyer   | 19 april 1924        | 12      |     | Tyskland | FC Kaiserslautern   |
| 4  | F    | Hans Bauer         | 28 juli 1927         | 2       |     | Tyskland | Bayern München      |
| 5  | F    | Herbert Erhardt    | 6 juli 1930          | 1       |     | Tyskland | SpVgg Fürth         |
| 6  | MF   | Horst Eckel        | 8 februari 1932      | 8       |     | Tyskland | FC Kaiserslautern   |
| 7  | F    | Josef Posipal      | 20 juni 1927         | 15      |     | Tyskland | Hamburger SV        |
| 8  | MF   | Karl Mai           | 27 juli 1928         | 3       |     | Tyskland | SpVgg Fürth         |
| 9  | MF   | Paul Mebus         | 9 juni 1920          | 5       |     | Tyskland | FC Köln             |
| 10 | F    | Werner Liebrich    | 18 januari 1927      | 2       |     | Tyskland | FC Kaiserslautern   |
| 11 | MF   | Karl-Heinz Metzner | 9 januari 1923       | 2       |     | Tyskland | Hessen Kassel       |
| 12 | A    | Helmut Rahn        | 16 augusti 1929      | 9       |     | Tyskland | Rot-Weiss Essen     |
| 13 | MF   | Max Morlock        | 11 maj 1925          | 12      |     | Tyskland | FC Nürnberg         |
| 14 | A    | Bernhard Klodt     | 26 oktober 1926      | 6       |     | Tyskland | Schalke 04          |
| 15 | A    | Ottmar Walter      | 6 mars 1924          | 11      |     | Tyskland | FC Kaiserslautern   |
| 16 | MF   | Fritz Walter       | 31 oktober 1920      | 38      |     | Tyskland | FC Kaiserslautern   |
| 17 | A    | Richard Herrmann   | 28 januari 1923      | 7       |     | Tyskland | FSV Frankfurt       |
| 18 | A    | Ulrich Biesinger   | 6 augusti 1933       | 0       |     | Tyskland | Augsburg            |
| 19 | A    | Alfred Pfaff       | 16 juli 1926         | 1       |     | Tyskland | Eintracht Frankfurt |
| 20 | A    | Hans Schäfer       | 19 oktober 1927      | 5       |     | Tyskland | FC Köln             |
| 21 | MV   | Heinz Kubsch       | 20 juli 1930         | 1       |     | Tyskland | FK Pirmasens        |
| 22 | MV   | Heinz Kwiatkowski  | 16 juli 1926         | 0       |     | Tyskland | Borussia Dortmund   |

### Turkiet
Förbundskapten:  Sandro Puppo
| Nr | Pos. | Namn                   | Födelsedatum (ålder) | Matcher | Mål |         | Klubb              |
| -- | ---- | ---------------------- | -------------------- | ------- | --- | ------- | ------------------ |
| 1  | MV   | Turgay Şeren           | 15 maj 1932          | 11      |     | Turkiet | Galatasaray        |
| 2  | F    | Rıdvan Bolatlı         | 2 december 1928      | 2       |     | Turkiet | Ankaragücü         |
| 3  | F    | Basri Dirimlili        | 7 juni 1929          | 3       |     | Turkiet | Fenerbahçe         |
| 4  | F    | Mustafa Ertan          | 21 april 1926        | 4       |     | Turkiet | Ankaragücü         |
| 5  | MF   | Çetin Zeybek           | 12 september 1932    | 2       |     | Turkiet | Kasımpaşa          |
| 6  | MF   | Rober Eryol            | 21 december 1930     | 5       |     | Turkiet | Galatasaray        |
| 7  | A    | Erol Keskin            | 2 mars 1927          | 1       |     | Turkiet | Adalet SK Istanbul |
| 8  | A    | Suat Mamat             | 8 november 1930      | 2       |     | Turkiet | Galatasaray        |
| 9  | A    | Feridun Buğeker        | 5 april 1933         | 3       |     | Turkiet | Fenerbahçe         |
| 10 | A    | Burhan Sargun          | 11 februari 1929     | 5       |     | Turkiet | Fenerbahçe         |
| 11 | A    | Lefter Küçükandonyadis | 22 december 1925     | 3       |     | Turkiet | Fenerbahçe         |
| 12 | MV   | Şükrü Ersoy            | 14 januari 1934      | 3       |     | Turkiet | Vefa               |
| 13 | F    | Bülent Eken            | 26 januari 1923      | 11      |     | Turkiet | Galatasaray        |
| 14 | F    | Ali Beratlıgil         | 21 oktober 1931      | 2       |     | Turkiet | Galatasaray        |
| 15 | MF   | Mehmet Dinçer          | 20 februari 1933     | 0       |     | Turkiet | Fenerbahçe         |
| 16 | F    | Nedim Günar            | 2 januari 1932       | 0       |     | Turkiet | Fenerbahçe         |
| 17 | F    | Naci Erdem             | 28 januari 1931      | 0       |     | Turkiet | Fenerbahçe         |
| 18 | F    | Kaçmaz Akgün           | 19 februari 1935     | 1       |     | Turkiet | Ankaragücü         |
| 19 | F    | Ahmet Berman           | 1 januari 1932       | 0       |     | Turkiet | Beşiktaş           |
| 20 | A    | Necmi Onarıcı          | 2 november 1925      | 0       |     | Turkiet | Adalet SK Istanbul |
| 21 | A    | Kadri Aytaç            | 6 augusti 1931       | 0       |     | Turkiet | Galatasaray        |
| 22 | A    | Coşkun Taş             | 23 april 1935        | 2       |     | Turkiet | Beşiktaş           |

### Sydkorea
Förbundskapten: Kim Yong-Sik
| Nr | Pos. | Namn            | Födelsedatum (ålder) | Matcher | Mål |          | Klubb                     |
| -- | ---- | --------------- | -------------------- | ------- | --- | -------- | ------------------------- |
| 1  | MV   | Hong Deok-Young | 5 maj 1921           |         |     | Sydkorea | Seoul Army Club           |
| 2  | F    | Park Kyu-Chung  | 12 juni 1924         |         |     | Sydkorea | Seoul Army Club           |
| 3  | F    | Park Jae-Seung  | 1 april 1923         |         |     | Sydkorea | Seoul Army Club           |
| 4  | MF   | Kang Chang-Gi   | 28 augusti 1928      |         |     | Sydkorea | Seoul Army Club           |
| 5  | MF   | Lee Sang-Yi     | 1 januari 1922       |         |     | Sydkorea | Seoul Army Club           |
| 6  | F    | Min Byung-Dae   | 20 februari 1918     |         |     | Sydkorea | Seoul Army Club           |
| 7  | A    | Lee Soo-Nam     | 2 februari 1927      |         |     | Sydkorea | Seoul Army Club           |
| 8  | A    | Choi Chung-Min  | 30 augusti 1930      |         |     | Sydkorea | Seoul Army Club           |
| 9  | A    | Woo Sang-Kwon   | 2 februari 1928      |         |     | Sydkorea | Seoul Army Club           |
| 10 | A    | Sung Nak-Woon   | 2 februari 1926      |         |     | Sydkorea | Seoul Army Club           |
| 11 | MF   | Chung Nam-Sik   | 16 februari 1917     |         |     | Sydkorea | Seoul Army Club           |
| 12 | MV   | Ham Heung-Chul  | 17 november 1930     |         |     | Sydkorea | Seoul Army Club           |
| 13 | F    | Lee Chong-Kap   | 18 mars 1920         |         |     | Sydkorea | ?                         |
| 14 | F    | Han Chang-Wha   | 3 november 1922      |         |     | Sydkorea | Seoul Army Club           |
| 15 | MF   | Kim Ji-Sung     | 7 november 1924      |         |     | Sydkorea | Seoul Army Club           |
| 16 | MF   | Chu Yung-Kwang  | 15 juli 1931         |         |     | Sydkorea | Seoul Army Club           |
| 17 | A    | Park Il-Kap     | 21 mars 1926         |         |     | Sydkorea | Seoul Army Club           |
| 18 | A    | Choi Yung-Keun  | 8 februari 1923      |         |     | Sydkorea | Seoul Army Club           |
| 19 | A    | Li Ki-Joo       | 12 november 1926     |         |     | Sydkorea | Pusan National University |
| 20 | A    | Chung Kook-Chin | 2 januari 1917       |         |     | Sydkorea | Wonsan University         |

## Grupp C

### Uruguay
Förbundskapten: Juan López
| Nr | Pos. | Namn                     | Födelsedatum (ålder) | Matcher | Mål |         | Klubb             |
| -- | ---- | ------------------------ | -------------------- | ------- | --- | ------- | ----------------- |
| 1  | MV   | Roque Máspoli            | 12 oktober 1917      | 35      |     | Uruguay | Peñarol           |
| 2  | F    | José Santamaría          | 31 juli 1929         | 3       |     | Uruguay | Nacional          |
| 3  | F    | William Martínez         | 13 januari 1928      | 11      |     | Uruguay | Rampla Juniors    |
| 4  | F    | Víctor Rodríguez Andrade | 2 maj 1927           | 20      |     | Uruguay | Peñarol           |
| 5  | MF   | Obdulio Varela           | 20 september 1917    | 43      |     | Uruguay | Peñarol           |
| 6  | MF   | Roberto Leopardi         | 19 juli 1933         | 3       |     | Uruguay | Nacional          |
| 7  | A    | Julio Abbadie            | 7 september 1930     | 9       |     | Uruguay | Peñarol           |
| 8  | A    | Juan Hohberg             | 8 oktober 1929       | 3       |     | Uruguay | Peñarol           |
| 9  | A    | Oscar Míguez             | 5 december 1927      | 14      |     | Uruguay | Peñarol           |
| 10 | A    | Juan Alberto Schiaffino  | 28 juli 1925         | 14      |     | Uruguay | Peñarol           |
| 11 | A    | Carlos Borges            | 14 januari 1932      | 2       |     | Uruguay | Peñarol           |
| 12 | MV   | Julio Maceiras           | 22 april 1926        | 1       |     | Uruguay | Danubio           |
| 13 | F    | Mirto Davoine            | 13 februari 1933     | 1       |     | Uruguay | Peñarol           |
| 14 | F    | Eusebio Tejera           | 6 januari 1922       | 31      |     | Uruguay | Defensor Sporting |
| 15 | MF   | Urbano Rivera            | 1 april 1926         | 8       |     | Uruguay | Danubio           |
| 16 | MF   | Néstor Carballo          | 3 februari 1929      | 10      |     | Uruguay | Nacional          |
| 17 | MF   | Luis Cruz                | 28 april 1925        | 7       |     | Uruguay | Nacional          |
| 18 | A    | Rafael Souto             | 24 oktober 1930      | 4       |     | Uruguay | Nacional          |
| 19 | A    | Javier Ambrois           | 9 maj 1932           | 7       |     | Uruguay | Nacional          |
| 20 | A    | Omar Méndez              | 7 augusti 1934       | 3       |     | Uruguay | Nacional          |
| 21 | A    | Julio Pérez              | 19 juni 1926         | 14      |     | Uruguay | Nacional          |
| 22 | A    | Luis Castro              | 31 juli 1921         | 1       |     | Uruguay | Defensor Sporting |

### Österrike
Förbundskapten: Walter Nausch
| Nr | Pos. | Namn               | Födelsedatum (ålder) | Matcher | Mål |           | Klubb         |
| -- | ---- | ------------------ | -------------------- | ------- | --- | --------- | ------------- |
| 1  | MV   | Kurt Schmied       | 14 juni 1926         | 1       |     | Österrike | Firest Vienna |
| 2  | F    | Gerhard Hanappi    | 16 februari 1929     | 37      |     | Österrike | Rapid Wien    |
| 3  | MF   | Ernst Happel       | 29 november 1925     | 39      |     | Österrike | Rapid Wien    |
| 4  | F    | Leopold Barschandt | 12 augusti 1925      | 2       |     | Österrike | Wiener        |
| 5  | F    | Ernst Ocwirk       | 7 mars 1926          | 44      |     | Österrike | Austria Wien  |
| 6  | MF   | Karl Koller        | 8 februari 1929      | 7       |     | Österrike | Firest Vienna |
| 7  | A    | Robert Körner      | 21 augusti 1924      |         |     | Österrike | Rapid Wien    |
| 8  | A    | Walter Schleger    | 19 september 1929    | 8       |     | Österrike | Austria Wien  |
| 9  | A    | Theodor Wagner     | 6 augusti 1927       | 28      |     | Österrike | Wacker Wien   |
| 10 | MF   | Erich Probst       | 5 december 1927      | 8       |     | Österrike | Rapid Wien    |
| 11 | A    | Alfred Körner      | 14 februari 1926     |         |     | Österrike | Rapid Wien    |
| 12 | MF   | Karl Stotz         | 27 mars 1927         | 10      |     | Österrike | Austria Wien  |
| 13 | MF   | Walter Kollmann    | 17 juni 1932         | 3       |     | Österrike | Wacker Wien   |
| 14 | MF   | Karl Giesser       | 29 oktober 1928      | 1       |     | Österrike | Rapid Wien    |
| 15 | MV   | Franz Pelikan      | 6 november 1925      | 3       |     | Österrike | Wacker Wien   |
| 16 | MV   | Walter Zeman       | 1 maj 1927           | 38      |     | Österrike | Rapid Wien    |
| 17 | MF   | Alfred Teinitzer   | 29 juli 1929         | 0       |     | Österrike | Linzer ASK    |
| 18 | MF   | Johann Riegler     | 17 juli 1929         | 3       |     | Österrike | Rapid Wien    |
| 19 | A    | Robert Dienst      | 1 mars 1928          | 16      |     | Österrike | Rapid Wien    |
| 20 | F    | Paul Halla         | 10 april 1931        | 3       |     | Österrike | Rapid Wien    |
| 21 | A    | Ernst Stojaspal    | 14 januari 1925      | 27      |     | Österrike | Austria Wien  |
| 22 | A    | Walter Haummer     | 22 november 1928     | 4       |     | Österrike | Wacker Wien   |

### Tjeckoslovakien
Förbundskapten: Karol Borhy
| Nr | Pos. | Namn               | Födelsedatum (ålder) | Matcher | Mål |                 | Klubb                 |
| -- | ---- | ------------------ | -------------------- | ------- | --- | --------------- | --------------------- |
| 1  | MV   | Theodor Reimann    | 10 februari 1921     | 4       |     | Tjeckoslovakien | Slovan Bratislava     |
| 2  | F    | František Šafránek | 2 januari 1931       | 10      |     | Tjeckoslovakien | ÚDA Prag              |
| 3  | MF   | Svatopluk Pluskal  | 28 oktober 1930      | 3       |     | Tjeckoslovakien | ÚDA Prag              |
| 4  | F    | Ladislav Novák     | 5 december 1931      | 11      |     | Tjeckoslovakien | ÚDA Prag              |
| 5  | F    | Jiří Trnka         | 2 december 1926      | 20      |     | Tjeckoslovakien | ÚDA Prag              |
| 6  | MF   | Michal Benediković | 31 maj 1923          | 7       |     | Tjeckoslovakien | Slovan Bratislava     |
| 7  | A    | Ladislav Hlaváček  | 26 juni 1925         | 13      |     | Tjeckoslovakien | ÚDA Prag              |
| 8  | A    | Otto Hemele        | 22 januari 1926      | 8       |     | Tjeckoslovakien | ÚDA Prag              |
| 9  | A    | Anton Malatinský   | 15 januari 1920      | 10      |     | Tjeckoslovakien | Baník Handlová        |
| 10 | A    | Emil Pažický       | 14 oktober 1927      | 14      |     | Tjeckoslovakien | Slovan Bratislava     |
| 11 | A    | Jiří Pešek         | 4 juni 1927          | 4       |     | Tjeckoslovakien | Sparta Prag Sokolovo  |
| 12 | F    | Anton Krásnohorský | 22 oktober 1925      | 9       |     | Tjeckoslovakien | Iskra Žilina          |
| 13 | MF   | Jiří Hledík        | 19 april 1929        | 3       |     | Tjeckoslovakien | Křídla Vlasti Olomouc |
| 14 | MF   | Jan Hertl          | 23 januari 1929      | 6       |     | Tjeckoslovakien | ÚDA Prag              |
| 15 | A    | Ladislav Kačáni    | 1 april 1931         | 7       |     | Tjeckoslovakien | CH Bratislava         |
| 16 | MF   | Zdeněk Procházka   | 12 januari 1928      | 1       |     | Tjeckoslovakien | Sparta Prag Sokolovo  |
| 17 | A    | Tadeáš Kraus       | 22 oktober 1932      | 5       |     | Tjeckoslovakien | Křídla Vlasti Olomouc |
| 18 | A    | Josef Majer        | 8 juni 1925          | 0       |     | Tjeckoslovakien | Baník Kladno          |
| 19 | A    | Jaroslav Košnar    | 17 augusti 1930      | 1       |     | Tjeckoslovakien | CH Bratislava         |
| 20 | A    | Kazimír Gajdoš     | 28 mars 1934         | 0       |     | Tjeckoslovakien | Tatran Prešov         |
| 21 | MV   | Imrich Stacho      | 4 november 1931      | 6       |     | Tjeckoslovakien | Tankista Prag         |
| 22 | MV   | Viliam Schrojf     | 2 augusti 1931       | 1       |     | Tjeckoslovakien | Křídla Vlasti Olomouc |

### Skottland
Förbundskapten: Andy Beattie
| Nr | Pos. | Namn              | Födelsedatum (ålder) | Matcher | Mål |           | Klubb              |
| -- | ---- | ----------------- | -------------------- | ------- | --- | --------- | ------------------ |
| 1  | MV   | Fred Martin       | 13 maj 1929          | 2       |     | Skottland | Aberdeen           |
| 2  | F    | Willie Cunningham | 22 februari 1925     | 3       |     | England   | Preston North End  |
| 3  | F    | Jock Aird         | 18 februari 1926     | 2       |     | England   | Burnley            |
| 4  | F    | Bobby Evans       | 16 juli 1927         | 17      |     | Skottland | Celtic             |
| 5  | F    | Tommy Docherty    | 24 augusti 1928      | 5       |     | England   | Preston North End  |
| 6  | MF   | Jimmy Davidson    | 8 november 1925      | 2       |     | Skottland | Partick Thistle    |
| 7  | MF   | Doug Cowie        | 1 maj 1926           | 6       |     | Skottland | Dundee             |
| 8  | A    | John McKenzie     | 4 september 1925     | 4       |     | Skottland | Partick Thistle    |
| 9  | A    | George Hamilton   | 7 december 1917      | 5       |     | Skottland | Aberdeen           |
| 10 | A    | Allan Brown       | 12 oktober 1926      | 11      |     | England   | Blackpool          |
| 11 | A    | Neil Mochan       | 6 april 1927         | 1       |     | Skottland | Celtic             |
| 12 | A    | Willie Fernie     | 22 november 1928     | 1       |     | Skottland | Celtic             |
| 13 | A    | Willie Ormond     | 23 februari 1927     | 3       |     | Skottland | Hibernian          |
| 14 | MV   | John Anderson*    | 8 december 1929      | 1       |     | England   | Leicester City     |
| 15 | A    | Bobby Johnstone*  | 7 september 1929     | 11      |     | Skottland | Hibernian          |
| 16 | A    | Jackie Henderson* | 17 januari 1932      | 4       |     | England   | Portsmouth         |
| 17 | MF   | David Mathers*    | 25 oktober 1931      | 1       |     | Skottland | Partick Thistle    |
| 18 | F    | Alex Wilson*      | 29 oktober 1933      | 1       |     | England   | Portsmouth         |
| 19 | A    | Jimmy Binning*    | 25 juli 1927         | 0       |     | Skottland | Queen of the South |
| 20 | A    | Bobby Combe*      | 29 februari 1924     | 3       |     | Skottland | Hibernian          |
| 21 | A    | Ernie Copland*    | 15 april 1927        | 0       |     | Skottland | Raith Rovers       |
| 22 | A    | Ian McMillan*     | 18 mars 1931         | 3       |     | Skottland | Airdrieonians      |

- Det var bara 13 spelare som åkte till VM. Anderson, Henderson, Mathers, Wilson, Binning, Combe, Copland och McMillan var reserver på hemmaplan. Johnstone åkte med laget till turneringen men skadades och ersattes av Hamilton.

## Grupp D

### England
Förbundskapten: Walter Winterbottom
| Nr | Pos. | Namn             | Födelsedatum (ålder) | Matcher | Mål |         | Klubb                   |
| -- | ---- | ---------------- | -------------------- | ------- | --- | ------- | ----------------------- |
| 1  | MV   | Gil Merrick      | 26 januari 1922      | 20      |     | England | Birmingham City         |
| 2  | F    | Ron Staniforth   | 13 april 1924        | 3       |     | England | Huddersfield Town       |
| 3  | F    | Roger Byrne      | 8 februari 1929      | 3       |     | England | Manchester United       |
| 4  | F    | Billy Wright     | 6 februari 1924      | 58      |     | England | Wolverhampton Wanderers |
| 5  | MF   | Syd Owen         | 28 februari 1922     | 2       |     | England | Luton Town              |
| 6  | MF   | Jimmy Dickinson  | 24 april 1925        | 35      |     | England | Portsmouth              |
| 7  | A    | Stanley Matthews | 1 februari 1915      | 36      |     | England | Blackpool               |
| 8  | A    | Ivor Broadis     | 18 december 1922     | 11      |     | England | Newcastle United        |
| 9  | A    | Nat Lofthouse    | 27 augusti 1925      | 19      |     | England | Bolton Wanderers        |
| 10 | A    | Tommy Taylor     | 29 januari 1932      | 3       |     | England | Manchester United       |
| 11 | A    | Tom Finney       | 5 april 1922         | 51      |     | England | Preston North End       |
| 12 | MV   | Ted Burgin       | 29 april 1927        | 0       |     | England | Sheffield United        |
| 13 | F    | Ken Green        | 27 april 1924        | 0       |     | England | Birmingham City         |
| 14 | MF   | Bill McGarry     | 10 juni 1927         | 0       |     | England | Huddersfield Town       |
| 15 | A    | Dennis Wilshaw   | 11 mars 1926         | 1       |     | England | Wolverhampton Wanderers |
| 16 | MF   | Albert Quixall   | 9 augusti 1933       | 3       |     | England | Sheffield Wednesday     |
| 17 | A    | Jimmy Mullen     | 6 januari 1923       | 11      |     | England | Wolverhampton Wanderers |
| 18 | F    | Allenby Chilton* | 16 september 1918    | 2       |     | England | Manchester United       |
| 19 | MF   | Ken Armstrong*   | 3 juni 1924          | 0       |     | England | Chelsea                 |
| 20 | MF   | Bedford Jezzard* | 19 oktober 1927      | 1       |     | England | Fulham                  |
| 21 | MF   | Johnny Haynes*   | 17 oktober 1934      | 0       |     | England | Fulham                  |
| 22 | A    | Harry Hooper*    | 14 juni 1933         | 0       |     | England | West Ham United         |

- Det var bara 17 spelare som åkte till VM. Chilton, Armstron, Jezzard, Haynes och Hooper var reserver på hemmaplan.[1]

### Schweiz
Förbundskapten:  Karl Rappan

### Italien
Förbundskapten:  Lajos Czeizler
| Nr | Pos. | Namn                 | Födelsedatum (ålder) | Matcher | Mål |         | Klubb      |
| -- | ---- | -------------------- | -------------------- | ------- | --- | ------- | ---------- |
| 1  | MV   | Giorgio Ghezzi       | 10 juli 1930         | 1       |     | Italien | Inter      |
| 2  | F    | Guido Vincenzi       | 14 juli 1932         | 1       |     | Italien | Inter      |
| 3  | F    | Giovanni Giacomazzi  | 18 januari 1928      | 1       |     | Italien | Inter      |
| 4  | F    | Maino Neri           | 30 juni 1924         | 6       |     | Italien | Inter      |
| 5  | MF   | Omero Tognon         | 3 mars 1924          | 11      |     | Italien | Milan      |
| 6  | MF   | Fulvio Nesti         | 8 juni 1925          | 2       |     | Italien | Inter      |
| 7  | A    | Ermes Muccinelli     | 28 juli 1927         | 9       |     | Italien | Juventus   |
| 8  | A    | Egisto Pandolfini    | 19 februari 1926     | 14      |     | Italien | Roma       |
| 9  | A    | Carlo Galli          | 6 mars 1931          | 2       |     | Italien | Roma       |
| 10 | A    | Gino Cappello        | 2 juni 1920          | 10      |     | Italien | Bologna    |
| 11 | A    | Benito Lorenzi       | 20 december 1925     | 11      |     | Italien | Inter      |
| 12 | MV   | Giovanni Viola       | 26 juni 1926         | 0       |     | Italien | Juventus   |
| 13 | F    | Ardico Magnini       | 21 oktober 1928      | 4       |     | Italien | Fiorentina |
| 14 | F    | Sergio Cervato       | 22 mars 1929         | 11      |     | Italien | Fiorentina |
| 15 | F    | Giacomo Mari         | 17 oktober 1924      | 7       |     | Italien | Juventus   |
| 16 | MF   | Rino Ferrario        | 7 december 1926      | 1       |     | Italien | Juventus   |
| 17 | A    | Armando Segato       | 3 maj 1930           | 3       |     | Italien | Fiorentina |
| 18 | MF   | Gino Pivatelli       | 27 mars 1933         | 0       |     | Italien | Bologna    |
| 19 | A    | Giampiero Boniperti  | 4 juli 1928          | 22      |     | Italien | Juventus   |
| 20 | MF   | Guido Gratton        | 23 september 1932    | 1       |     | Italien | Fiorentina |
| 21 | A    | Amleto Frignani      | 5 mars 1932          | 6       |     | Italien | Milan      |
| 22 | MV   | Leonardo Costagliola | 27 oktober 1921      | 3       |     | Italien | Fiorentina |

### Belgien
Förbundskapten:  Doug Livingstone
| Nr | Pos. | Namn                    | Födelsedatum (ålder) | Matcher | Mål |         | Klubb              |
| -- | ---- | ----------------------- | -------------------- | ------- | --- | ------- | ------------------ |
| 1  | MV   | Léopold Garnaey         | 25 februari 1927     | 7       |     | Belgien | ASV Oostende       |
| 2  | F    | Marcel Dries            | 19 september 1929    | 7       |     | Belgien | Berchem Sport      |
| 3  | F    | Alfons Van Brandt       | 24 juni 1927         | 18      |     | Belgien | Lierse             |
| 4  | F    | Constant Huysmans       | 11 oktober 1928      | 5       |     | Belgien | Royal Beerschot    |
| 5  | MF   | Louis Carré             | 7 januari 1925       | 39      |     | Belgien | Royal FC Liegeois  |
| 6  | MF   | Victor Mees             | 26 januari 1927      | 31      |     | Belgien | Royal Antwerp      |
| 7  | MF   | Jozef Vliers            | 18 december 1932     | 0       |     | Belgien | Royal Beerschot    |
| 8  | A    | Denis Houf              | 16 februari 1932     | 0       |     | Belgien | Standard Liège     |
| 9  | A    | Henri Coppens           | 29 april 1930        | 32      |     | Belgien | Royal Beerschot    |
| 10 | A    | Léopold Anoul           | 19 augusti 1922      | 45      |     | Belgien | Royal FC Liegeois  |
| 11 | A    | Joseph Mermans          | 16 februari 1922     | 45      |     | Belgien | Anderlecht         |
| 12 | MV   | Charles Geerts          | 29 oktober 1930      | 0       |     | Belgien | Royal Beerschot    |
| 13 | F    | Henri Dirickx           | 7 juli 1927          | 13      |     | Belgien | Union St. Gilloise |
| 14 | MF   | Robert Van Kerkhoven    | 1 oktober 1924       | 5       |     | Belgien | Daring Club        |
| 15 | A    | Hippolyte Van Den Bosch | 30 april 1926        | 2       |     | Belgien | Anderlecht         |
| 16 | A    | Pieter Van Den Bosch    | 31 oktober 1927      | 0       |     | Belgien | Anderlecht         |
| 17 | MV   | Raymond Ausloos         | 15 maj 1928          | 0       |     | Belgien | White Star         |
| 18 | F    | Jef Van Der Linden      | 2 november 1927      | 0       |     | Belgien | Royal Antwerp      |
| 19 | MF   | Jo Backaert             | 5 augusti 1921       | 0       |     | Belgien | Charleroi          |
| 20 | MF   | Robert Maertens         | 24 januari 1930      | 11      |     | Belgien | Roayl Antwerp      |
| 21 | MF   | Jean Van Steen          | 2 juni 1929          | 5       |     | Belgien | Anderlecht         |
| 22 | A    | Luc Van Hoyweghen       | 7 januari 1929       | 0       |     | Belgien | Daring Club        |